# إدغار براء
إدغار براء (بالفرنسية: Edgard Bara)‏ هو ملحن فرنسي، ولد في القرن التاسع عشر، وتوفي في 17 يوليو 1962.